# Česká Ves
Česká Ves är en ort i Tjeckien.   Den ligger i regionen Olomouc, i den östra delen av landet, 200 km öster om huvudstaden Prag. Česká Ves ligger 403 meter över havet och antalet invånare är 2 554.
Terrängen runt Česká Ves är huvudsakligen kuperad, men åt nordost är den platt. Runt Česká Ves är det ganska tätbefolkat, med 172 invånare per kvadratkilometer. Närmaste större samhälle är Jeseník, 3,5 km sydväst om Česká Ves. I omgivningarna runt Česká Ves växer i huvudsak blandskog.